# The Legendary Kid Combo
The Legendary Kid Combo sono un gruppo musicale italiano che esegue musica folk punk. Formatosi tra Voghera, Brescia e Verona nel 2005 dalle ceneri dei Kim's Teddy Bears, la band nel corso degli anni ha spaziato mescolando sottogeneri diversi come country, psychobilly, rockabilly e musica balcanica in uno stile riassunto dalla band stessa col termine cock-a-billy fino ad arrivare al 2025 con pezzi in italiano di sonorità più tendenti al punk mantenendo però sempre quella “vena combica” da sempre marchio di fabbrica della band.

## Storia

### Gli inizi
Cristiano Battaggi, Gabriele Viola e Marco Madama iniziano a suonare insieme nel 1995 formando un gruppo garage/rock'n'roll, i Kim's Teddy Bears. Parallelamente Luca Fortunati, Michele Segala e Mattia Busi in quel periodo si esibivano con diverse band sempre nell'ambito del r'n'r/surf/beat.

### La nascita e la carriera
Dopo 10 anni di intensa attività live nel 2005 si sciolgono i Kim's Teddy Bears con l'ultimo album testamento dal titolo “end of the road” al quale collabora Luca Fortunati mentre Michele Segala presenzia ad alcune date della band suonando il contrabbasso.
Nello stesso anno el Bat (Cristiano Battaggi) raduna Doctor Cyclops (Gabriele Viola), Lucky Luke (Luca Fortunati) e Big Boss (Michele Segala) per proporre loro un nuovo progetto musicale rivoluzionario nel panorama musicale italiano; mossi e motivati dalla forte amicizia i tre accettano e si mettono al lavoro per creare la nuova band.
Chitarra elettrica, chitarra acustica, batteria e contrabbasso sono gli strumenti in gioco ma ben presto l'esigenza di creare un sound particolare fa sì che i quattro si mettono in contatto con Mattia Busi (el Sentenza) che imbraccia il Banjo ed entra a far parte della band che forma così il quintetto definitivo.
Il sound ottenuto diventa esattamente quello desiderato: un misto di folk/r'n'r/spiritual soul che il gruppo fa proprio e sfrutta in maniera ironica anche nell'abbigliamento e nei live; i costumi da becchini di fine '800 e i concerti con l'approccio di una cerimonia sacra, mettono ben presto in evidenza la band che crea curiosità in un circuito musicale abituato a situazioni un po' più ingessate.
Nel 2006 inizia l'avventura discografica dei Legendary Kid Combo con l'uscita del vinile 7" split. In "for a bottle of whiskey" infatti dividono il dischetto con il più famoso chitarrista rockabilly italiano Marco Di Maggio e la sua band Di Maggio Connection.
Nel 2007 intraprendono la collaborazione con le Sick Girl, le ormai famose Spaghetti Pin-UP che dopo l'incursione della “gattina lapdancer” nella metropolitana di Milano hanno conquistato tutti i network italiani in meno di una stagione (Scalo 76-RAI2, TG1, Krauti-SKY, per citarne alcuni). Con il nome di Legendary Sick Show i Kid Combo accoppiati alle starlettes si esibiscono in uno spettacolo a metà fra il concerto e il burlesque, incendiando i palchi dei più rinomati locali dello stivale. Esce per Raucous Records, la ultra consolidata label inglese, il primo album dei Legendary Kid Combo "Booze, Bucks, Death & Chicks" che diventano così compagni di scuderia di band come Meteors, Matchbox, Frantic Flinstones, Polecats, ed altri ancora. Nello stesso anno 4 brani tratti dall'album "Booze, Bucks, Death & Chicks" vengono usati come colonna sonora durante la trasmissione "Balls of steel" su rai2. Infine diversi brani e spezzoni di concerti appaiono sul dvd allegato al calendario Sick Girl in vendita in tutte le edicole.
Nel 2008 partecipano all' Heineken Jammin' Festival, edizione che vede sul palco personaggi come Vasco Rossi, Police, Sex Pistols. Il 2 novembre, giorno dei morti esce "Viva la Muerte" secondo album del combo, per l'italianissima Vinylsick. La prima stampa dello stesso andrà esaurita in poco più di 6 mesi. Entrano in catalogo Negative ed il singolo "Mary Blunder" fa il suo ingresso radiofonico. Dello stesso singolo viene subito dopo girato un video clip.
Nel 2009 continua l'intensa attività live lungo tutto lo stivale e in diversi tour tedeschi, dove il seme dei Kid Combo sembra aver trovato più che mai terreno fertile. A metà dell'anno i 5 si chiudono in studio per registrare quello che sarà il loro terzo album sotto la produzione di Orazio Grillo "Brando" (Boppin' Kids).
Il 2010 inizia alla grande e vede abbinato il nome dei Kid combo al 60º Festival della canzone Italiana. A San Remo infatti, il sabato della finale della gara canora, suonano presentando i brani del nuovo album di prossima uscita nella prestigiosa vetrina di "casa sanremo". In luglio esce il terzo album della band in anteprima per il mercato nipponico tramite la ArtUnion/U-Pop records-Tokyo "Caravansaray" in due versioni, quella italiana in digipack e quella giapponese in jewelbox con diversa copertina.
Nel 2011 esce lo split 7” Grand Bazaar condiviso con le Kamikaze Queens. Due brani di “Caravansaray” compaiono sul vinile prodotto dall’italiana Tornado Ride Records, e dalla Tedesca Sounds of Subterrania e distribuito Cargo. Sempre nello stesso anno entra a far parte della band Andrea Massaroni (il Massa), polistrumentista completo che imbraccia la fisarmonica e da modo alla band di rinnovare le sonorità.
Negli anni a seguire (2012/2013) i Kid Combo proseguono l'attività live alzando i ritmi e si concedono vari tour all'estero che vanno a toccare Svizzera, Germania, Francia e Belgio.
Il 18 Agosto 2013 durante la festa di Radio Onda d'Urto la band apre il concerto dei Flogging Molly ma contemporaneamente chiude un “ciclo” infatti seguirà un periodo di stand by che durerà fino al 2017 (intervallato da un breve tour in Germania nel 2014).
È proprio il 2017 che vede la “rinascita” dei Legendary Kid Combo con il sestetto che torna all'attività ma in 5 dato l'uscita di scena di el Bat dalla band.
La riorganizzazione porta il Massa a deporre la fisarmonica per suonare la chitarra elettrica e il risultato è un rinnovamento del gruppo che vede ora Lucky come unico frontman e una sonorità che assume sfumature più ruvide.
I Kid Combo decidono di dare un taglio netto al passato componendo un nuovo album (il quarto) “A Blessing in Disguise” (Ammonia records) che esce proprio nello stesso anno e che celebra il decennio (+2) di attività della band.
Durante il 2018 la famiglia combica si allarga: entrano a far parte della band anche Roberto Beretta (Roby Von Dee) al contrabbasso, Marcello Milanese (Mr. 106) alla chitarra elettrica e Luca Pol (Pallina) alla batteria che si alterneranno nei rispettivi ruoli con gli altri elementi della band.
Il 2024 sarà l’anno della svolta decisiva della band, Marcello Mr106 Milanese, Michele Big Boss Segala, Gabriele Mr Cyclops Viola e Luca Pol Pallina lasciano definitivamente la band.
Entra nella formazione Tommaso (Flowers Tommy) Fiori come batterista e la band decide di cambiare completamente sonorità e metodo di scrittura abbandonando chitarra acustica,banjo e contrabbasso per lasciar posto a una seconda chitarra elettrica e al basso elettrico.
Inizia così la nuova avventura dei Kid Combo caratterizzata da un look più sobrio abbandonando cilindri e tube, e soprattutto dalla scrittura di pezzi in italiano con sonorità più vicina al punk.
Il 2025 inizia molto bene caratterizzato da molte date live in giro per lo stivale portando i Kid Combo a fare da spalla alla prima data del tour europeo dei RumJacks al Legend Club di Milano e soprattutto di essere la band di apertura della festa di Radio Onda d’Urto 2025 di spalla ai Punkreas.

## Stile ed influenze
Il repertorio del gruppo, composto da brani in lingua inglese, italiana e spagnola, si basa nel primo periodo su canzoni che riproducono gli scenari fumosi e caotici dei saloon e dei bordelli del selvaggio west per poi passare nel corso degli anni a sonorità decisamente più europee e balcaniche; il “viaggio musicale” finisce ovviamente per esaltare le sfumature tipiche del Belpaese, atmosfere grottesche, sognatrici, Felliniane che hanno dato origine ad un mix davvero unico e particolare, un nuovo genere musicale denominato direttamente dalla band “cock'a'billy”. La particolarità di questo ensemble è che non si limita ad un “semplice” show musicale, ma sfrutta il folklore dei costumi da operetta e avanspettacolo (decisamente rievocato durante i live) e l'interazione col pubblico che viene così assorbito nello show diventandone parte integrante e creando così un clima adatto a qualsiasi situazione. Le loro sonorità sono influenzate dallo stile di diversi cantanti e gruppi come The Pogues, Johnny Cash, Hank Williams, Flogging Molly, Stray Cats, Gogol Bordello, Dropkick Murphys. Fra i musicisti italiani si ispirano al repertorio di Vinicio Capossela, Paolo Conte, i Gufi.
Durante la loro attività live i Legendary Kid Combo hanno condiviso il palco con band del calibro dei Flogging Molly, Gogol Bordello, MC5, Reverend Horton Heat, the Bronx, Robert Gordon, Devil's Brigade (Matt Freeman—Rancid --), Guana Batz, Rudi Protrudi, Leningrad Cowboys, Nashville Pussy, Dead brothers, Boppin' Kids, Caparezza, Pan del diavolo, Zen circus, Marco Di Maggio, Orange (Francesco Mandelli), 24 grana, Nabat, Radici nel cemento, the Fire, Hormonauts, Iron Mais

## Formazione

### Formazione attuale
- Lucky Luke - Luca Fortunati - voce principale
- Flowers Tommy - Tommaso Fiori - batteria e voce
- Roby Von Dee - Roberto Beretta - basso elettrico e voce
- El Sentenza - Mattia Busi - chitarra elettrica e voce
- Maestro Massa - Andrea Massaroni - chitarra elettrica e voce

### Ex componenti
- Don Bat - Cristiano Battaggi - chitarra elettrica e voce (già band leader del gruppo di Pavia Kim's Teddy Bears )  [since 2005 till 2014]
- Simone Gabrieli - Pollo - batteria (alcune date in sostituzione di Dr. Cyclops)
- Claudio Sbrolli - batteria (una data in sostituzione di Dr. Cyclops)
- Dr. Cyclops - Gabriele Viola - batteria, washboard e voce
- Big Boss - Michele Segala - contrabbasso e voce
- Mr.106 - Marcello Milanese - chitarra elettrica e voce
- Pallina - Luca Pol - batteria

## Discografia

### Singoli
- 2006 - For a Bottle of Whiskey, split 7"(Area Pirata Records), con il gruppo Di maggio Connection contenente i brani Silver River e San Quentin (cover di Johnny Cash)
- 2011 - Grand Bazaar, split 7" con le tedesche Kamikaze Queens, (Tornado Ride Records  + Sounds of Subterrania)

### Album
- 2007 - Booze Bucks Death & Chicks (CD-Raucous Records; LP Billy's Bones)[1]:

1. Dead City
2. A Hole In a Bottle
3. The Cock Is Going Mad
4. Why Don't You Love Me
5. Silver River
6. Titina
7. Dont't Stop the Rhythm
8. Where I'll Go (cover di Che sarà[2])
9. Rawhide
10. Bring Me Your Daughter
11. Too Much Whiskey Between You And Me
12. Booze And Bucks

- 2008 - Viva La Muerte (album pubblicato nel 2008 per l'etichetta Vinylsick):

1. Mary Blunder 1978 +1901
2. Eddie Montana 1822 +1851
3. Ivanov Sergej 1899 +1917
4. Reverend Theodore Miles 1871 +1938
5. Marianne Hedergaard 1942 +1955
6. Festan the Seawolfe 1854-1901
7. Sailor Stuk the Greek 1899-1935
8. The Ghost of Tom Pity 1930 +1959
9. Billy "Big" Joey 1806 +1824
10. Oliver and Jenny Knox 1907 +1966, 1916 +1945
11. Unknown

- 2010 - Caravansaray (JAPAN EDITION Art-Union Group - U-Pop Records -Tokyo)

1. Mustapha (the Janissary)
2. Hangman
3. Sultan's way
4. Fight for your right (To Party)
5. Signorina
6. Rantaranta
7. My Medicine
8. Run to me
9. Mentirosa
10. Paradise city

2017 - A blessing in disguise – (Ammonia Records)
1. Back in the van
2. Fandango
3. She Devil
4. I wanna know
5. Codfish tarantella
6. U Zlateho Tygra
7. Shivers
8. In the middle of the night
9. Get on the street
10. Fin che la barca va
11. The plague

### Partecipazioni a compilation
2018 – Psychobilly Italian Attack vol.1 con il brano Fandango (LP Raccolta) 